# Bethel Springs
Bethel Springs est une ville américaine située dans le comté de McNairy dans l’État du Tennessee. En 2010, sa population est de 718 habitants.

## Source de la traduction
- (en) Cet article est partiellement ou en totalité issu de l’article de Wikipédia en anglais intitulé « Bethel Springs, Tennessee » (voir la liste des auteurs).